# Vuko Borozan
Vuko Borozan (serbisch-kyrillisch Вуко Борозан; * 9. April 1994 in Cetinje, Republik Montenegro, Bundesrepublik Jugoslawien) ist ein montenegrinischer Handballspieler.

## Karriere

### Im Verein
Vuko Borozan begann mit 13 Jahren in seiner Heimatstadt mit dem Handball. Ab 2012 spielte er beim kroatischen Verein RK Karlovac, mit dem er am EHF Challenge Cup teilnahm. Im Januar 2014 wechselte der 2,03 Meter große Rückraumspieler nach Mazedonien zum RK Metalurg Skopje, mit dem er 2014 die Meisterschaft gewann, und für den er in der Saison 2014/15 viermal in der EHF Champions League auflief. Im Dezember 2014 verließ er Skopje und schloss sich dem deutschen Bundesligisten TuS N-Lübbecke an, bei dem er einen Vertrag bis Sommer 2017 unterschrieb. Nachdem TuS N-Lübbecke 2016 abgestiegen war, wechselte er vorzeitig zum mazedonischen Erstligisten RK Vardar Skopje. Mit Vardar gewann er 2017, 2018 und 2019 die nordmazedonische Meisterschaft, 2017 und 2018 den nordmazedonischen Pokal sowie 2017 und 2019 die EHF Champions League. Zur Saison 2019/20 wechselte er zum ungarischen Verein KC Veszprém. Mit Veszprém gewann er 2021 den ungarischen Pokal. Anschließend verließ er den Verein. Im August 2021 unterschrieb er beim katarischen Verein Al-Arabi. Zur Saison 2022/23 wechselte Borozan zum kroatischen Rekordmeister RK Zagreb. Da Borozan seinen vertraglichen Verpflichtungen nicht nachkam, wurde sein Vertrag am 6. September 2022 aufgelöst. Im August 2023 kehrte er zu seinem Heimatverein RK Lovćen Cetinje zurück. Ende Dezember 2023 verließ er diesen Verein, Anfang 2024 wurde er vom saudi-arabischen Verein Al-Hada verpflichtet. Im Sommer 2024 kehrte er zum mazedonischen Klub RK Vardar Skopje zurück.

### In Auswahlmannschaften
Borozan bestritt bisher mindestens elf Länderspiele für die Montenegrinische Nationalmannschaft, mit der er an der Europameisterschaft 2014 in Dänemark und der Europameisterschaft 2016 in Polen teilnahm. Mit Montenegro belegte er den 14. Platz bei der Europameisterschaft 2024.